# Falcileptoneta baegunsanensis
Espèce
Falcileptoneta baegunsanensis est une espèce d'araignées aranéomorphes de la famille des Leptonetidae.

## Distribution
Cette espèce est endémique de Corée du Sud. Elle se rencontre sur le mont Baegun.

## Description
Le mâle holotype mesure 1,40 mm et la femelle paratype 1,39 mm.

## Étymologie
Son nom d'espèce, composé de baegunsan et du suffixe latin -ensis, « qui vit dans, qui habite », lui a été donné en référence au lieu de sa découverte, le mont Baegun.

## Publication originale
- Xu, Kim, Yoo, Nam & Li, 2019 : Three new species of the genus Falcileptoneta Komatsu, 1970 (Araneae, Leptonetidae) from Korea. ZooKeys, no 872, p. 1-12 (texte intégral).